# ザ・ショック・オブ・ザ・ライトニング
「ザ・ショック・オブ・ザ・ライトニング」(原題：The Shock of the Lightning)は2008年にイギリスのロックバンド、オアシスが発表した楽曲、及び同曲を収録したシングル。アルバム『ディグ・アウト・ユア・ソウル』からの最初のシングルカット曲である。 今作はオアシスのスタジオ作品で初めてリミックスを収録したシングルであり、また、B面に新曲を含まない初めてのシングルともなった。

## 概要
ノエル・ギャラガー作詞作曲。発売は2008年9月29日だが、2008年8月15日にBBC1ラジオなどで先行的に放送された。2008年7月30日にオアシスのオフィシャルサイトは20秒間の『ザ・ショック・オブ・ザ・ライトニング』のドラムソロを含む、アルバムのトレイラーを公開した。その後2008年8月15日にBBC1ラジオで先行放送された。
曲の最後で、『シャンペン・スーパーノヴァ』が逆再生で流れている。 

## 背景・評価
ノエルは「短時間で書かれ、短時間でレコーディングされたため性急な感じのサウンドになってる。どんな曲でも最初にレコーディングされたものが1番良いと考えてるが、この曲にはそのデモのような力強さが残ってる」と語っている。
また、NMEの取材に対して、『ザ・ショック・オブ・ザ・ライトニング』は『イッツ・ゲッティン・ベター(マン!!)』の改良版であると表現している。
UKシングルチャートでの最高位は3位で、オアシスのアルバムからの最初のシングルカット曲がUKシングルチャートで1位を逃すのは『スーパーソニック』以降初めてだった。アメリカではビルボードチャートのホットモダンロック部門で15位にランクインするなど、『ドント・ゴー・アウェイ』以来の成功を収めた。
NMEはこの曲を、『ディグ・アウト・ユア・ソウル』で5番目に良い曲で、10点中9点と評価している。

## ミュージックビデオ
ミュージックビデオはオアシスのオフィシャルサイトに8月25日17時30分(イギリス時間)に投稿された。ディレクターはジュリアン・ハウスとジュリアン・ギブス。内容は、バンドメンバーやアルバムアートワークのコラージュである。 

## メディアでの使用
『ザ・ショック・オブ・ザ・ライトニング』は、2008年公開の日本映画『K-20　怪人二十面相・伝』のエンドロールに使用された。また、コーラス部分がジャガーのCMコマーシャルに使用された。2009年にはホンダのCMコマーシャルや人気番組の『トップ・ギア』でも使用された。

## 収録曲
CD/7インチアナログ
1. ザ・ショック・オブ・ザ・ライトニング-The Shock of the Lightning – 5:02
2. フォーリング・ダウン(ケミカル-ブラザーズ remix)-Falling Down(Chemical Brothers remix)–  4:32

iTunes/Oasisinet
1. ザ・ショック・オブ・ザ・ライトニング-The Shock of the Lightning – 5:02
2. フォーリング・ダウン(ケミカル-ブラザーズ remix)-Falling Down(Chemical Brothers remix)– 4:32
3. ザ・ショック・オブ・ザ・ライトニング-The Shock of the Lightning(music video)

日本版 SICP2112 
1. ザ・ショック・オブ・ザ・ライトニング-The Shock of the Lightning – 5:03
2. ザ・ショック・オブ・ザ・ライトニング-The Shock of the Lightning( Jagz Kooner remix) – 6:38
3. ロード・ドント・スロウ・ミー・ダウン-Lord Don't Slow Me Down – 3:18